# Bachkantate
Bachkantate (auch Bach-Kantate) ist eine häufig verwendete Bezeichnung für die Kantaten von Johann Sebastian Bach (1685–1750). Von ihm sind – neben vielen anderen vokalen und instrumentalen Werken – 200 Kirchenkantaten und 25 weltliche Kantaten erhalten (siehe Liste). Das Wort „Cantata“ selbst wurde von Bach allerdings nur für rein solistische Werke verwendet; fast alle anderen geistlichen Kantaten überschrieb er mit „Concerto“ (und einige wenige mit „Dialogus“). Zur Entstehungszeit war eine Kantate in den größeren Städten Deutschlands regelmäßig Teil des lutherischen Sonntagsgottesdienstes, heute werden Kantaten eher in Konzertsälen aufgeführt.

## Geistliche Kantaten

### Frühe Werke
Sechs der erhaltenen Kantaten Bachs entstanden in seiner Mühlhausener Zeit oder den ersten Weimarer Jahren. Sie sind Gelegenheitswerke und schon daher in Charakter und Besetzung sehr unterschiedlich. Die Kantaten BWV 71, BWV 131 und BWV 150 stehen eindeutig mit der Anstellung in Mühlhausen (1707 bis 1708) in Verbindung; die anderen drei (BWV 106, BWV 4 und BWV 196) sind zeitlich schwerer einzuordnen. Alle sechs folgen stilistisch noch der Tradition des „Geistlichen Konzerts“ eines Heinrich Schütz, Samuel Scheidt, Johann Hermann Schein, Johann Schelle oder Dietrich Buxtehude. Datierbar sind sie nach heutigem Wissen wohl nur mit Mitteln der Stilkritik. Über die Aufführungen sind praktisch keine Details bekannt.

### Weimar
Ab 1708 war Bach ein zweites Mal in Weimar angestellt – als Kammermusiker und Hoforganist. Anfang März 1714 wurde er zusätzlich zum Konzertmeister ernannt und erhielt den Auftrag, einmal im Monat neues Werk zu schreiben und aufzuführen. So entstanden in einem weitgehend regelmäßigen Turnus insgesamt etwa zwanzig Kantaten für den Sonntagsgottesdienst – bis im Dezember 1716, als er erfuhr, dass er nicht Nachfolger des Kapellmeisters Johann Samuel Drese werden würde, worauf Bach offenbar die Arbeit an Kirchenkantaten abbrach.
Fast allen Weimarer Kantaten liegt ein Text des Hofdichters Salomon Franck zugrunde. Dessen Texte und damit auch Bachs Vertonungen folgen einem neuen Typ, der bereits Rezitative und Da-capo-Arien kennt, als Übernahmen aus der italienischen Oper.
Für seine Kantatenaufführungen standen Bach in Weimar neben dem Kapell- und dem Vizekapellmeister vier Geiger und ein Fagottist zur Verfügung, sowie sieben Militärmusiker (die vermutlich nicht nur Trompete und Pauken spielten) und eine Anzahl von Pagen mit weiteren Instrumenten. Es gab sieben reguläre Sänger (zwei Diskantisten, ein Altist, zwei Tenöre und zwei Bassisten); hinzu kamen zwei weitere Sänger (ein Altist und ein Bassist) und acht Chorsänger aus dem Gymnasium.
Aufführungsort war die neu renovierte Weimarer Schlosskapelle, genannt „Himmelsburg“; diese hatte eine große Öffnung in der Decke mit einer Balustrade, wo sich die Orgel befand und die Musiker Platz nahmen. Die Sänger und Instrumentalisten waren daher für die Zuhörer unsichtbar. Wohl auch wegen der räumlichen Enge waren die Kantaten dieser Periode nicht so groß besetzt (mit zwei Ausnahmen, BWV 63 und BWV 31, die möglicherweise zur Aufführung in der Stadtkirche vorgesehen waren). Bach wird hier wohl nur einen solistisch besetzten Chor eingesetzt haben. Auch scheint es, dass er etwa ab Ostern 1715 kleinere Besetzungen verwendete – möglicherweise nach schlechter Erfahrung mit den Fähigkeiten seiner Musiker.

### Köthen
In Köthen, einem reformierten Hof, wurden im Gottesdienst grundsätzlich keine Kantaten aufgeführt – Bach hatte also während seiner Anstellung dort (1717 bis 1723) keinerlei regelmäßige kirchenmusikalische Verpflichtungen. Immerhin wurde mindestens einmal eine Kirchenkantate zum Geburtstag des Fürsten in Auftrag gegeben.
1713 hatte der Hof sechs Musiker der gerade aufgelösten Berliner Hofkapelle engagiert, so dass dort 1717 bei Bachs Übernahme eine erstklassige Kapelle zur Verfügung stand. Sie umfasste 16 Mitglieder – hauptsächlich Streicher. Die wenigen, nur in Umarbeitungen erhaltenen weltlichen Kantaten scheinen dem alle nur ein einzelnes Blasinstrument hinzugefügt zu haben. Auch gab es am Hof offenbar keine Sänger in Festanstellung – es wurden bei Bedarf Gastmusiker verpflichtet, und Bach fordert in den Kantaten dieser Zeit immer nur einen oder (meist) zwei Solosänger. Erst 1720 wurden die Schwestern Monjou („zwei Singe-Jungfern“) für ein Jahr verpflichtet, anschließend dann Anna Magdalena Wilcke.

### Erste Leipziger Jahre
In Leipzig gehörte die wöchentliche Aufführung einer Kantate im Sonntagsgottesdienst zu Bachs Dienstpflichten. In den ersten zwei Jahren seiner Amtszeit versuchte er daher aktiv, sich ein umfangreiches Kantatenrepertoire zu schaffen; er führte mit kleinen Ausnahmen jede Woche eine neue Kantate auf und nahm sich erst für seinen dritten Jahrgang deutlich mehr Zeit. Geeignete Werke aus Weimar und Köthen arbeitete er im Parodieverfahren um, vor allem durch Anpassung der Texte. Nachdem Bach sich so in den ersten Jahren ein entsprechendes Repertoire geschaffen hatte, schrieb er spätestens ab 1729 kaum noch neue Kantaten.
Für die wöchentlichen Aufführungen standen neben sieben Stadtpfeifern, deren Lehrlingen und einem Gesellen auch die Schüler der Thomasschule sowie möglicherweise die der Nicolaischule zur Verfügung. Hinzu kamen mehrere Gruppen von Freiwilligen: ehemalige Schüler („Alumni“), Externe (Schüler, die nicht im Internat wohnten, wie Bachs eigene Söhne), Studenten der Universität und Bachs Privatschüler. Geleitet wurden die Aufführungen durch Bach selbst oder einen Präfekten.
Für einen barocken Komponisten wie Bach war eine Kantate nicht ein „Werk“, das eine im heutigen strengen Sinne „finale Version“ erreicht haben könnte und in dieser Form dann „urtextgetreu“ aufzuführen war. Es war unmittelbar auf den Zweck der Aufführung gerichtet und wurde für die nächste Aufführung angepasst, wo notwendig. Bei jährlich wechselnden Schülern und Studenten in Leipzig konnte es leicht passieren, dass zwei oder drei Jahre später ein guter Altist oder ein bestimmter Instrumentalist nicht zur Verfügung stand, so dass Bach entsprechend umdisponieren musste. Ohne dies in der Partitur zu vermerken, ließ er Stimmen für alternative Instrumente ausschreiben oder auch für andere Stimmlagen, setzte eine größere oder kleinere Zahl von Sängern für den Chor ein, ließ einen schwachen Sänger durch ein mitgehendes Instrument oder einen zweiten Sänger stützen oder fertigte für Blechbläser zusätzliche Füllstimmen an. Wollte er einen jungen Sänger auf größere Aufgaben vorbereiten, so musste er ihn zunächst einmal mit einem Rezitativ betrauen, das sein danebenstehender Mitschüler hätte besser machen können. Die Aufführungen mussten weitgehend ohne Proben auskommen, im Winter in einer ungeheizten Kirche, mit fehlerhaften und nie korrigierten Noten und manchmal auch mit alkoholisierten Spielern.
Nicht jedes Werk aus Bachs Leipziger Zeit muss auch unbedingt für Leipziger Verhältnisse geschrieben worden sein – Bachs enge Verbindung beispielsweise zum Dresdner Hof lässt zumindest für seine Messkompositionen und weltlichen Kantaten die Möglichkeit zu, dass sie zunächst für eine Aufführung dort vorgesehen waren.

### Spätere Leipziger Zeit
Nach 1726 scheint Bach nur noch vereinzelt neue Kantaten komponiert zu haben; er konzentrierte sich nun zunächst vor allem auf seine Clavierwerke. Für die regelmäßigen Kantatenaufführungen griff er auf den bestehenden Fundus zurück, aber auch auf Werke anderer Komponisten, darunter Johann Ludwig Bach und Gottfried Heinrich Stölzel. Auch Kantaten seiner Söhne könnten bei diesen Gelegenheiten aufgeführt worden sein.
1729 übernahm Bach das studentische Collegium musicum, mit dem er in der Messezeit ein- bis zweimal pro Woche auftrat, meist im Zimmermannschen Kaffeehaus oder dem zugehörigen Garten. Durch den intensiveren Kontakt mit Musikern wurde es Bach leichter, auch für seine sonntäglichen Kantatenaufführungen Instrumentalisten und Sänger zu gewinnen.
Eine bisher noch wenig erforschte Nebentätigkeit Bachs bestand aus dem Verleih von Partituren und Stimmen seiner geistlichen Vokalwerke, wohl zur Miete.

## Weltliche Kantaten
Bachs Nekrolog nennt in der Liste der Werke unter Punkt 2 einzelne „Dramata, Serenaden, Geburts-Namenstags- und Trauermusiken, Brautmessen, auch einige komische Singestücke“. Das sind Kantaten und kantatenähnliche Werke für Einzelveranstaltungen, nicht für die sonntägliche Regelaufführung.
Diese Kompositionen entstanden zum allergrößten Teil als Auftragswerk für einen konkreten Anlass, so dass oft nur wenig Möglichkeit für eine zweite Aufführung bestand – daher Bachs Gewohnheit, Einzelsätze später immer wieder in geistliche Kantaten zu übernehmen. Andererseits erklärt dies die schlechte Überlieferung (die Zahl der belegten weltlichen Kantaten übersteigt bei weitem die der tatsächlich erhaltenen).
Anlass ist hier meist die Huldigung eines Fürsten; Textinhalt und Handlung sind häufig anspruchslos. Oft treten in diesen Fällen dem Zeitgeschmack entsprechend Gestalten der Mythologie als Handlungsträger auf.

### Weltliche Kantaten vor Leipzig
Die früheste, nur fragmentarisch erhaltene weltliche Vokalkomposition Bachs dürfte das Hochzeits-Quodlibet BWV 524 sein, das spätestens in die Jahre 1705 bis 1708 datiert wird – allerdings ist es noch keine Kantate. Eine echte Kantate ist dann „Was mir behagt, ist nur die muntre Jagd“, die 1713 in Weißenfels und später in Weimar aufgeführt wurde.
Von diesem Werk abgesehen, sind weltliche Kantaten erst für Bachs Köthener Zeit nachweisbar – dort bestand ein wesentlicher Teil von Bachs Amtspflichten in der Komposition und Aufführung je einer Huldigungskantate zum Geburtstag Fürst Leopolds (am 10. Dezember) sowie zu Neujahr. Bis auf eine einzige (BWV 173) ist keine dieser Kompositionen erhalten, und nur ein Teil davon ist belegt.

### Weltliche Kantaten aus Bachs Leipziger Zeit
Bachs Pflichten als städtischer Musikdirektor umfassten die regelmäßige Aufführung von Kirchenkantaten; zu weltlichen Kantaten war er in keiner Weise verpflichtet. Dennoch entstanden derartige Werke in seiner gesamten Leipziger Zeit immer wieder, fast ausschließlich als Auftragskompositionen. Einige davon besitzen eine ausgearbeitete Handlung und sind dann meist als „Dramma per Musica“ bezeichnet (Beispiele sind BWV 213 und BWV 214, deren Sätze später in das Weihnachtsoratorium eingingen).
Viele weltliche Kantaten der Leipziger Zeit haben eine eher große, repräsentative Besetzung und konnten von Bach eigentlich nur mit dem „Collegium musicum“ aufgeführt werden, so dass besonders viele dieser Werke wohl in den beiden Perioden entstanden sein dürften, wo ihm dieses zur Verfügung stand. Zu den Anlässen gehörten Festmusiken für das kurfürstlich-sächsische Herrscherhaus und Feiern der Universität Leipzig. Auch Leipziger Schulen, der Rat der Stadt, Adelige und einzelne Bürger gaben für ihre Veranstaltungen repräsentative Kantaten in Auftrag – zu letzteren gehört die „Bauernkantate“ (Bachs späteste datierbare Kantate überhaupt) sowie einige Hochzeitskantaten.
Einige wenige Kantaten könnte Bach ohne einen formellen Auftrag geschrieben haben, sozusagen in „eigener Sache“: BWV 201 und die „Kaffeekantate“ (BWV 211), für die Aufführungen in Zimmermanns Kaffeehaus naheliegend sind.
Auch in weltlichen Kantaten kommen immer wieder vierstimmige Chöre vor. Dass bei den Aufführungen des „Collegium musicum“ (das nur aus männlichen Studenten bestand) im Chor Frauen mitgesungen hätten, ist nur schwer vorstellbar, und sicher nahmen hier nicht die Schüler des Gymnasiums teil. Die beiden Oberstimmen dürften also im Regelfall ausschließlich durch männliche Falsettisten ausgeführt worden sein – was auch ein Licht auf die starke Verbreitung dieser Gesangstechnik im Zeitalter des Barock wirft.

## Erkenntnisse und offene Fragen der Bachforschung
Hier soll ein Blick auf einige typische Fragen geworfen werden, mit denen sich die Bach-Forschung seit etwa 1946 beschäftigt hat und die Bachs Kantaten betreffen. Einige der Themen haben über die Jahre eine hohe Bedeutung erlangt – auch, weil viele Diskussionen bis heute nicht abgeschlossen werden konnten.

### Werkausgaben
Die erste große wissenschaftliche Herausforderung der Bachforschung war die Gesamtausgabe aller seiner Werke („BGA“) – zu diesem Zweck war 1850 die Bach-Gesellschaft Leipzig gegründet worden. Gleich der erste Band 1851 enthielt zehn Kantaten; zwischen anderen Werke erschienen immer wieder Bände mit zehn Kantaten, bis 1899 die Edition abgeschlossen war (und sich die Bach-Gesellschaft auflöste).
Veröffentlicht wurden die Kantaten in mehr oder weniger zufälliger Reihenfolge (zunächst alle geistlichen, dann die weltlichen); sie wurden dabei fortlaufend durchnummeriert. Diese Nummerierung setzte sich schnell durch und wurde 1950 im neu erscheinenden Bach-Werke-Verzeichnis beibehalten.
Zu Beginn stand noch keine hochentwickelte Methodik zur Verfügung; erst Philipp Spitta nahm 1873/1880 in seiner Bach-Biographie – für die Musikwissenschaft wohl als Erster – Untersuchungen der Papierarten und Wasserzeichen vor. Die wissenschaftlichen Methoden und Möglichkeiten entwickelten sich erst parallel zu den Fortschritten des Projekts, so dass nach dessen Abschluss dessen Schwächen deutlich wurden. Nach dem Zweiten Weltkrieg kam der Wunsch nach einer verbesserten Ausgabe auf, die aktuellen Standards genügte. Die Neue Bach-Ausgabe („NBA“), ein von 1954 bis 2007 gemeinsam vom Johann-Sebastian-Bach-Institut in Göttingen und vom Bach-Archiv Leipzig durchgeführtes Projekt, konnte verbesserte Standards entwickeln und diskutierte jede einzelne editorische Entscheidung in einem separaten kritischen Bericht. Allein die Kantaten umfassen 46 Bände, die meist jeweils die Kantaten eines bestimmten Sonn- oder Festtags enthalten.
Neuere Erkenntnisse führten auch hier nach der Fertigstellung zu dem Wunsch nach Revisionen; so ist bereits ein Band mit Weimarer Kantaten erschienen und einer mit „Vor-Weimarer“ Kantaten angekündigt. Diese aktuelle Ausgabe wird mit dem Kürzel „NBArev“ bezeichnet.

### Zahlenmystik
Friedrich Smend veröffentlichte 1950 eine Untersuchung, wonach Bach in seinen Werken regelmäßig zahlenalphabetische Überlegungen verwendet habe (A = 1 bis Z = 24; BACH = 14). Es entstand eine Flut von Literatur, die Noten und Takte abzählte und zu Wörtern in Beziehung setzen wollte, insbesondere in Bachs textbezogener Musik, also den Kantaten und Passionen.
Die Forschungsarbeit der britischen Musikwissenschaftlerin Ruth Tatlow untersuchte sowohl die im 17. und 18. Jahrhundert tatsächlich verwendeten Zahlenalphabete als auch die Hintergründe und das Vorgehen Smends; sie stellen die Signifikanz derartiger Überlegungen sehr in Frage. Auch bleibt natürlich immer die Frage der Relevanz – denn offensichtlich sind es ja nicht diese Details, die Bachs Musik für den heutigen Hörer attraktiv machen. So ist die Musikwissenschaft bei diesem Thema inzwischen sehr zurückhaltend geworden.

### Chronologie der geistlichen Kantaten
Zu den größten Leistungen der Bachforschung im 20. Jahrhundert zählen die Untersuchungen der Kantaten durch Alfred Dürr und Georg von Dadelsen ab den späten fünfziger Jahren. Durch Vergleiche der Papiersorten anhand ihrer Wasserzeichen, die Analyse der sich über die Jahre entwickelnden Handschrift Bachs und Vergleiche der Handschriften der vielen Schreiber des Stimmenmaterials konnten für die meisten erhaltenen geistlichen Kantaten der Leipziger Zeit Entstehungszeit und das Datum der Erstaufführung ermittelt werden.
Überraschend zeigte sich, dass Bach in seinen ersten Leipziger Jahren drei fast vollständige Jahrgänge von Kantaten geschaffen hatte und sich anschließend, spätestens 1729 mit seiner Übernahme des Collegium musicum, weitgehend von der regelmäßigen Kantatenkomposition zurückzog. Das bis dahin in der Musikwissenschaft herrschende, durch Philipp Spitta geprägte Bild, der Jahrgang seiner Choralkantaten (eine „spezifische Eigenschöpfung Bachs“) müsse am Ende von Bachs Leipziger Aktivitäten gestanden haben, da er dessen Höhepunkt darstelle, musste nach dieser Untersuchung ganz aufgegeben werden.

### Vierter und fünfter Kantatenjahrgang
Bachs Nekrolog sagt ausdrücklich, Bach habe fünf Kantatenjahrgänge hinterlassen, doch sind uns nur drei erhalten. Allerdings veröffentlichte Bachs Textdichter Picander im Juni 1728 Texte zu Cantaten Auf die Sonn- und Fest-Tage durch das gantze Jahr und kündigte im Vorwort an, diese seien „vielleicht“ bald in Leipziger Kirchen zu hören. Angesichts der tatsächlich sehr wenigen erhaltenen und meist fragmentarischen Vertonungen dieser Texte stellte sich die Frage: Wenn der Nekrolog recht hatte, wie konnten dann ca. 40 Prozent von Bachs Kantatenschaffen spurlos verschwinden? Die meisten Kantatenjahrgänge wurden auf zwei Erben verteilt, Partitur und Stimmen getrennt – beide Überlieferungen hätten also unterbrochen werden müssen! Hat Bach also vielleicht tatsächlich nur drei vollständige Jahrgänge komponiert? – Vor allem ist ja schwer vorstellbar, dass Bach noch 1728/29, als er bereits das Collegium musicum übernommen und die regelmäßige Komposition neuer Sonntagskantaten eigentlich eingestellt hatte, sich freiwillig zu einem kompletten weiteren Jahrgang verpflichtet hätte.
Andererseits fällt auf, dass die von Carl Philipp Emanuel Bach veröffentlichten Sammlung Johann Sebastian Bachs vierstimmige Choralgesänge (BWV 253–438) zwar viele bekannte Sätze aus Kantaten enthält, aber eben auch viele, die anderweitig nicht nachweisbar sind und so möglicherweise letzte Spuren verlorener Kantaten darstellen. Auch könnten erhaltene Kantatensätze mit den Texten Picanders in einer Parodiebeziehung stehen – sei es, dass ein erhaltener Satz ursprünglich mit anderem Text zu diesem vierten Jahrgang gehört hatte oder dass er später dazu umgearbeitet wurde.
Noch einen Schritt weiter ging die Vermutung, Picander mit seiner erstaunliche Gewandtheit im Schreiben von „Parodietexten“ habe zur Entlastung Bachs diese Technik hier extensiv angewendet – alle seine Texte seien explizit auf Einzelsätze aus mindestens 40 weltlichen Kantaten geschrieben worden, so dass Bach mit sehr wenig Aufwand einen weiteren Jahrgang erstellen konnte. Bei diesen Überlegungen wurde allerdings nicht recht klar, wie die Zusammenarbeit zwischen Picander und Bach dann konkret ausgesehen haben könnte; und es sind doch eigentlich so wenige Kantaten nach diesen Texten erhalten, dass man aus heutiger Sicht lieber von einer „Picander-Gruppe“ als einem ganzen Jahrgang sprechen möchte. Bedenkt man auch die Komplexität dieser These, dann ist die Möglichkeit eines einfachen Irrtums im Nekrolog vielleicht doch nicht ganz von der Hand zu weisen.
Unberührt von all dem bleibt natürlich noch die Frage nach dem fünften Jahrgang. Die Hypothese, der erste Jahrgang, der zu einem beträchtlichen Teil aus zweiteiligen Kantaten bestand, habe aus Sicht der Erben wie ein Doppeljahrgang ausgesehen, ist nicht unwidersprochen geblieben.

### Der Chor in der geistlichen Vokalmusik
Bach hat zweimal, 1729 und ein Jahr später in Eingaben an den Rat sehr deutlich gemacht, wie er sich die Idealbesetzung seines Chors vorstellte: je drei Sänger pro Stimme. Tatsächlich liegt aber zu den allermeisten Kantaten nur je eine ausgeschriebene Stimme für Sopran, Alt, Tenor und Bass vor, die alle Sätze enthält. Daher ging man spätestens seit 1936 davon aus, dass Bach pro Stimme einen Sänger einsetzte, der das Blatt hielt, und in Chorsätzen (und wohl auch anderen großbesetzten Sätzen) soweit möglich durch je einen weiteren Sänger links und rechts unterstützt wurde.
1982 überraschte Joshua Rifkin mit der These, Bach habe tatsächlich seine Chöre fast ausschließlich rein solistisch ausführen lassen; sein Chor habe also regelmäßig nur aus vier Sängern bestanden. Eine solche Praxis ist durchaus für andere Ort und andere Zeiten belegt (Rifkin selbst nennt das Hamburg Carl Philipp Emanuel Bachs), für Bachs Praxis in Leipzig allerdings nicht, und Rifkin liefert in diesem Aufsatz auch keine Beweise.
Dennoch veröffentlichte der Dirigent Andrew Parrott ein Buch, in dem er diese These weiter ausführte. Die etablierte Musikwissenschaft konstatierte allerdings methodische Mängel und fehlende Selbstkritik des Autors und wies darauf hin, dass Forschungsergebnisse von anderen Orten nicht per se auf Leipzig übertragbar seien. Auch dass Bach in den ersten Leipziger Wochen Stimmenkopien anfertigen ließ, anschließend aber schnell darauf verzichtete, lässt weniger an einen gründlichen Wandel seiner Klangvorstellung glauben als an eine simple Arbeitserleichterung.
Parrotts Reaktion auf die Kritik wurde meist nicht als konstruktiv empfunden. Als Antwort auf Untersuchungen über die Sänger, die Bach tatsächlich zur Verfügung standen, sprach dann Rifkin seinen Gegnern die Fähigkeit zur Interpretation von Quellen sogar rundweg ab.
Unabhängig davon weisen Praktiker vor allem auf die starke öffentliche und repräsentative Funktion von Bachs sonntäglicher Veranstaltung für die Messestadt Leipzig hin – es sei nicht vorstellbar, dass dem dokumentierten hohen Aufwand an Instrumentalisten bei bis zu 2000 Hörern nicht auch – schon aus Gründen klanglicher Balance – eine entsprechende Zahl von Sängern gegenübergestanden hätte.
Aber ein Interpret wird sich heute normalerweise nicht an den alltäglichen Schwierigkeiten eines Komponisten orientieren, sondern an dessen Idealvorstellungen, die ja durch seine Eingaben an den Rat gut bekannt sind. Eine exakte Aufführung dessen, was 1729 in Leipzig tatsächlich zu erleben war, würde bei heutigen Hörern wohl viel eher Ratlosigkeit auslösen.

## Weitere Vokalwerke Bachs
Nicht zu Bachs Kantaten werden im Allgemeinen seine Oratorien und Passionen (hier eine Liste) gezählt, da sie meist wesentlich umfangreicher angelegt sind, vor allem aber auf einer Handlung basieren, wie sie im Evangelium beschrieben ist. An den entsprechenden Festtagen waren auch diese Teil des lutherischen Gottesdienstes.
Weiter schrieb Bach insgesamt sieben Motetten (hier aufgelistet), die im Unterschied zu Kantaten keine selbständigen Instrumentalstimmen kennen und daher auf Solosätze wie Rezitative und Arien ganz verzichten. Auch eine große und vier kürzere Messen sowie einige einzelne Messsätze (Liste siehe hier) schrieb Bach, die er in dieser Form im protestantischen Gottesdienst aber kaum verwenden konnte.
Nach Bachs Tod gab sein Sohn Carl Philipp Emanuel Bach eine Sammlung mit 371 vierstimmigen Choralsätzen (Auflistung hier) des Vaters heraus, von denen er viele aus bekannten Kantaten entnahm, viele aber nur in dieser Sammlung überliefert sind.
Auch einzelne Lieder und Arien Bachs (hier eine Übersicht) sind erhalten, so etwa Beiträge zu Georg Christian Schemellis Gesangbuch. Eine erst 2005 entdeckte Strophen-Aria Bachs ist Alles mit Gott, und nichts ohn’ ihn.

### Musikwissenschaftliche Gesamtdarstellungen
- Werner Neumann: Handbuch der Kantaten Johann Sebastian Bachs. Breitkopf & Härtel, Leipzig 1947 (5., aktualisierte Auflage. 1984, ISBN 3-7651-0054-4).
- Alfred Dürr: Johann Sebastian Bach. Die Kantaten. Bärenreiter, Kassel 1971 (7. Auflage. 1999, ISBN 3-7618-1476-3)
- Hans-Joachim Schulze: Die Bach-Kantaten. Einführungen zu sämtlichen Kantaten Johann Sebastian Bachs (= Edition Bach-Archiv Leipzig). Carus-Verlag, Leipzig/Stuttgart 2006, ISBN 3-374-02390-8 und ISBN 3-89948-073-2.
- Christoph Wolff, Ton Koopman: Die Welt der Bach-Kantaten. Metzler / Bärenreiter, Stuttgart/Kassel 2006, ISBN 3-476-02127-0.[63]
- Reinmar Emans, Sven Hiemke (Hrsg.): Bachs Kantaten – Das Handbuch. Laaber-Verlag, Laaber 2012, ISBN 978-3-89007-451-1 (zwei Teilbände).
- Friedhelm Krummacher: Johann Sebastian Bach – Die Kantaten und Passionen. Bärenreiter, Kassel 2018, ISBN 978-3-7618-2409-2 (zwei Bände).

### Theologische Sicht
- Martin Petzoldt: Bach-Kommentar, Band I – Die geistlichen Kantaten des 1. bis 27. Trinitatis-Sonntages. Bärenreiter, Kassel 2004, ISBN 3-7618-1741-X.
- Martin Petzoldt: Bach-Kommentar, Band II – Die geistlichen Kantaten vom 1. Advent bis zum Trinitatisfest. Bärenreiter, Kassel 2007, ISBN 978-3-7618-1742-1.